# Lin Fengmian
Lin Fengmian (chinesisch 林风眠, Pinyin Lín Fēngmián; ursprünglicher (persönlicher) Name Fengming (chinesisch 凤鸣, Pinyin Fèngmíng); * 22. November 1900 im damaligen Kreis Mei, Provinz Guangdong; † 12. August 1991 in Hongkong) ist ein bedeutender chinesischer Maler und erster Präsident der Chinesischen Hochschule der Künste.

## Biografie
Er stammt aus einer angesehenen Familie volkstümlicher Künstler. Sein Leben wurde geprägt durch die kulturelle Öffnung des Chinesischen Kaiserreiches nach dem Westen um 1900, durch seinen Aufenthalt in Frankreich und Deutschland in den 1920er Jahren und durch die in diesen Jahren entstandenen Verbindungen zu einflussreichen Persönlichkeiten der Kulturentwicklung im China des 20. Jahrhunderts, allen voran Cai Yuanpei.
Seine Gemälde setzten sich rasch in der Kulturszene Chinas durch und er wurde aktiv im Aufbau eines modernen Ausbildungssystems für Kunst in China. Er war Mitbegründer der Nationalen Akademie für Kunst in Hangzhou und in Peking. Im Chinesisch-Japanischen Krieg verlor er einen großen Teil seiner Werke, was sich in der Kulturrevolution auf katastrophale Weise wiederholte. 1977 durfte er die VR China verlassen. Er besuchte kurz seine Familie, die in Brasilien lebte, kehrte nach Hongkong zurück und malte einen Teil der verlorenen und weitere Werke neu. Er organisierte zahlreiche Ausstellungen seiner Werke in China und international. Seine führende Mitgliedschaft in kulturellen Institutionen der VR China zeigt die hohe Anerkennung, die er aufgrund seiner Kunst und seiner Aktivitäten erlangt hat.

## Prägende Kindheit
Lin Fengmian wurde im Dorf Gegong (chin. 阁公) unter der Garnisonsstadt Baigong (chin. 白宫) im Kreis Mei (chin. 梅县) der Provinz Guangdong geboren. Sein Vater, Lin Yü'nong (chin. 林雨农), war traditioneller Steinmetz und verstand auch ein wenig von Chinesischer Kalligrafie. In dieser Umgebung übte sich Lin Fengmian an den Vorlagen des Malereihandbuches des Senfkorngartens. Mit 15 Jahren bestand er das Eingangsexamen in die Sekundarschule der Provinz in der Präfektur Mei. Mit seinen Freunden organisiert er die Dichtergesellschaft „Tan Cuo“ (Untersuchungen). Bereits zu dieser Zeit wurden seine Zeichnungen geschätzt.

## Aufbruch nach Frankreich und Berlin
In den 1920ern ging ein großer Teil der jungen chinesischen Studenten als Gaststudenten nach Übersee. Als im August 1919 die Sekundarschule beendet war, erhielt Lin Fengmian von einem Freund in Shanghai die Information, dass die Möglichkeit bestand, als Arbeitsstudent nach Frankreich zu gehen. Und so reiste er nach einem kurzen Aufenthalt in Shanghai mit dem französischen Postschiff als sechster Student nach Frankreich, um die von ihm bewunderte europäischen Kunst zu studieren. Im Januar 1920 kam er in Marseille an, arbeitet dann in Fontainebleau als Maler von Anzeigetafeln und nahm nach der Arbeit an den Französisch-Kursen in der Sekundarschule teil.

### Studien in Dijon und Paris
Gemeinsam mit dem chinesischen Schriftsteller Li Jinfa (chin. 李金发, 1900–1976) studierte er dann in der École nationale supérieure des beaux-arts, Dijon und erlangte die Wertschätzung des damaligen Prinzipals der Schule, Hubert Yencesse (Paris 1900–1987, Bildhauer). Im September d. J. wechselten Lin und Li auf Empfehlung durch Yencesse in die École nationale supérieure des beaux-arts (Paris) und wurden in das Atelier des damals bekanntesten Vertreters der Akademischen Malerei, Fernand Cormon, zugelassen. Im realistischen Naturalismus und in der Malweise der Akademiker widmete er seine Aufmerksamkeit besonders dem, was er in China nicht hatte finden können.
Auf Anraten von Yencesse wandte sich Lin Fengmian vom Akademismus ab und dem Studium der „Östlichen Kunst“ und des Modernismus zu.

### Berlin
1923 beendete er seine Studien an der Akademie in Paris und ging im Frühjahr auf Einladung von Jūn Ruìzhī (chin. 君锐之) als Gaststudent nach Berlin. Mehrere seiner Ölgemälde aus dieser Zeit sind namentlich aufgeführt, u. a. „Berliner Caffeehaus“, „Fischerdorf nach dem Gewitter“ oder „Goldene Pagode“. Er lernte dort die Chemiestudentin Elise von Roda kennen, welche von den Chinesen den chinesischen Namen „Fang Loula“ erhielt. In den hier verwendeten Quellen werden daraus zwei Personen generiert, denen jedoch beiden das Schicksal zugeschrieben wird, Lin Fengmian geheiratet zu haben (Fang Luola im Winter 1923; Elisa von Roda im Frühjahr 1924). Beide versterben dann auch 1924 in Paris bei der Geburt eines Kindes, welches danach ebenfalls verstirbt.

### Zweiter Aufenthalt in Frankreich
Als er – frisch verheiratet – nach Frankreich zurückgekehrt war, gründete er mit einer Gruppe chinesischer Künstler die Künstlervereinigung „Phoebus“. Zu den Mitbegründern gehörten:
- Liǔ Jìpiāo (1901–1992; chin. 刘既漂[6]. Stammt ebenfalls aus dem Kreis Mei)
- Wǔ Dàyǔ (1903–1988; chin.  吴大羽[7]. Stammt aus Jiangsu, ging 1927 nach Frankreich)
- Lín Wénzhēng (1989 im Alter von 87 Jahren in Hangzhou verstorben; chin. 林文铮[8]; verheiratet mit einer Tochter Cài Yuánpéi's. Informativer kurzer Film über Wohnort und Lebensstationen[9]) und
- Wáng Dàizhī (1900–1947?; chin. 王代之. Kunsttheoretiker, Beamter unter der Guomindang; 1920 in Frankreich, 1925 nach China zurückgekehrt).

Die Kunstvereinigung Phoebus verband sich 1924 mit dem vom damals in Straßburg lebenden Cài Yuánpéi geleiteten „Komitee zur Vorbereitung einer Ausstellung über alte und moderne chinesische Kunst“. Am 21. Mai 1924 wurde die Ausstellung in Straßburg tatsächlich eröffnet. Lin Fengmian stellte hier 14 Ölgemälde und 28 farbig getuschte Bilder aus.
Ende 1925 heiratete Lin Fengmian Alice Vattant.

### Rückkehr nach China. Stilentwicklung
Auf Einladung von Cai Yuanpei kehrte er nach China zurück und wurde in Beiping (unter der Guomindang Regierung Bezeichnung für das heutige Beijing) Rektor der Fachhochschule für Kunst. 1928 wurde mit seiner Beteiligung die Chinesische Hochschule der Künste in Hangzhou errichtet. Er wurde dort Professor und Leiter der Akademie. 1937 brach der Chinesisch-Japanische Krieg aus. Lin Fengmian war Direktor des Komitees der Kunstschulen. Die Staatliche Kunstakademie Hangzhou verlegte ihren Sitz nach Xi'nan und wurde mit der Fachhochschule für Kunst, Beiping, zusammengelegt. Resigniert gab Lin Fengmian seine Stellung als Rektor der Fachhochschule auf. Er zog sich im Weiteren aus der Lehre in der modernen Kunst Chinas zurück und widmete sich seiner eigentlichen Bestimmung zu malen. Hierbei integrierte er Impressionismus, Fauvismus und Individualismus in die traditionelle Tuschmalerei und versuchte, die Konzepte der modernen westlichen Malerei in die chinesische Malerei einzuarbeiten. In dieser Biografie sind auch zahlreiche Abbildungen der Gemälde in guter Auflösung mit jeweils ausführlichen Kommentaren zu finden (chinesisch). Nach den 50er Jahren war er Zweiter Vorsitzender des Shanghai Zweiges der Vereinigung der bildenden Künstler Chinas.

## Die Kulturrevolution
1966 begann die Große Kulturrevolution. Lin Fengmian wurde gezwungen, über 1000 Gemälde im chinesischen Stil einzuweichen und durch die Toilette zu spülen. Die Ölgemälde wurden verbrannt. Dies war das zweite Mal, dass seine Arbeiten vernichtet wurden. Sein Haus wurde mehrfach von den Roten Garden durchsucht. 1967 wurde er in seinem 68. Lebensjahr in ein Arbeitslager verbracht. Im August 1968 wurde er als „japanischer Agent“ und „Spion“ für viereinhalb Jahre in ein Gefängnis in Shanghai gesperrt. 1972, im 73. Lebensjahr, wurde er aus dem Gefängnis entlassen. In einem gebrochenen Körper setzte er seine Forschungen im Alleingang in Shanghai (hier chin. 申城) fort. 1974 wurde er im Verlauf der Kampagne Schwarze Malerei erneut angegriffen. (Es handelte sich dabei um eine Debatte am Ende der Kulturrevolution. Zhou Enlai und andere wollten chinesische Gegenwartskunst ins Ausland verkaufen, um etwas Devisen für den Staat zu erwerben. Die damals noch mächtige Jiang Qing war dagegen und brandmarkte Künstler, deren Werke für den Export vorgeschlagen worden waren.) 1978 konnte er durch Intervention von General Ye Jianying, der ebenfalls aus Meixian stammt und zu dieser Zeit Vizevorsitzender des ZK der KPCh war, das Gefängnis verlassen und seinen Wohnsitz nach Hongkong verlegen.

## Letzte Jahre in Hongkong
In den Jahren, die er in Hongkong lebte, erfuhr er zahlreiche Ausstellungen seiner Werke u. a. in Taiwan, Frankreich und Japan, an denen er selbst teilnehmen konnte. Siehe hierzu Verzeichnis der Ausstellungen. 1978 reiste er im Frühjahr nach Brasilien, um seine Frau und seine Tochter zu besuchen. 1982 verstarb seine Frau Alice in Brasilien. 1987 reiste er im Alter von 88 Jahren nach Thailand und Korea. 1989 spendete Yáo Měiliáng (1955–1999, chin. 姚美良), malaysischer Industrieller und patriotischer Auslandschinese, 1 Million RMB für die Errichtung eines Museums für Lin Fengmian. Lin Fengmian lehnte die Errichtung des Museums ab und widmete den Betrag der Stiftung Ewig blühende Kunst der Chinesischen Hochschule der Künste. Im November 1989 wurde von der Chinesischen Künstlerkooperative zusammen mit der Chinesischen Forschungsakademie für Kunst das Symposium zur Erforschung der Kunst Lin Fengmians inauguriert. Am 22. März 1991 verlieh ihm Taiwan die Goldene Auszeichnung für Literatur und Kunst und die Auszeichnung für besondere Beiträge zur Kunst. Am 12. August 1991 10 Uhr verstarb er aufgrund eines Herzleidens in Hongkong. Am 17. August 1991 fand die Feuerbestattung in Hongkong statt. Die Urne verbleibt in Hongkong. Am 8. Dezember 1991 fand in Shanghai eine Trauerveranstaltung statt für den „Großen Lehrer der Kunst, Lin Fengmian“. Am 19. September 1991 wurde in Peking ein Symposium einberufen, um den „Großen Lehrer Lin Fengmian“ zu verabschieden, sich seiner zu erinnern und von ihm zu lernen.

## Verzeichnis der Ausstellungen
Lin Fengmian hatte zahlreiche Ausstellungen seiner Werke:
- 1908, in seinem 9. Lebensjahr, verkauft er sein erstes Bild Vogel in einer Kiefer an den Kaufmann Zhèn Xiānglǐ
- 1922 wurde sein Bild Herbst im Pariser Herbstsalon ausgestellt. In diesem Jahr war sein Vater verstorben.
- 1924, Mai, stellt er in Straßburg  im Palais du Rhin in der Chinesischen Ausstellung aus. Insgesamt 42 Werke (Ölmalerei und Chinesische Malerei)
- 1924, Oktober, ein Ölgemälde (Tastender Versuch) und ein chinesisches Gemälde (Sehnsucht nach Leben) werden im Pariser Herbstsalon gezeigt
- 1925, Frühjahr, werden mehrere ausgezeichnete Arbeiten von ihm auf der Pariser Kleinen Weltausstellung gezeigt und von nicht-chinesischen Sammlern erworben
- 1927, am 15. März, besucht Lu Xun eine Ausstellung der Werke Lin Fengmians. Danach veröffentlicht er den Artikel Über die Zukunft der Ost-westlichen Kunst.
- 1928, Januar, Teilnahme an der Ersten Kunstausstellung in Nanjing
- 1928, 26. März, Einzelausstellung in Shanghai
- 1929, April, stellt er auf der Ersten nationalen Kunstausstellung mehrere Ölgemälde aus. Ebenfalls ist er unter den Juroren der Ausstellung.
- 1929, im August, nimmt er teil an der von der Kunst Bewegung (chin.: 艺术运动社) in Shanghai durchgeführten „Ersten Kunstausstellung“
- 1931 im Frühjahr findet die Dritte Ausstellung der Kunst Bewegung in Nanjing statt
- 1934, März, nimmt teil an der Vierten Ausstellung in Shanghai der nationalen Kunstfachhochschule Hangzhou mit der Chinesisch-Französischen Gesellschaft.
- 1936, Herbst, Ausstellung von über hundert Arbeiten (Öl und Chinesische Malerei) bei einer Ausstellung der „Public School“ in Shanghai
- 1937, April, Teilnahme an der „Zweiten Nationalen Kunstausstellung“.
- 1937, Einzelausstellung in der Universität Hongkong mit über hundert Arbeiten
- 1939, Herbst, organisiert die französische Verwaltung der Französischen Konzession (in Shanghai) eine Einzelausstellung mit einhundert Bildern. Die Ausstellung geht von Shanghai nach Hongkong und Haikou, nach Hanoi in Vietnam. Danach nach Kunming und Chongqing.
- 1940 wird ein Propagandagemälde, welches das Morden der Japaner im Krieg zeigt, in der Bibliothek der Universität Hongkong ausgestellt.
- 1945, Teilnahme an der Vierten Nationalen Kunstausstellung
- 1946, nach Beendigung des Anti-Japanischen Krieges, widmet ihm die Französische Kulturvereinigung in Shanghai eine Einzelausstellung
- 1946, zehn seiner Gemälde werden auf der Ausstellung Chinesischer Malerei der Gegenwart in Paris gezeigt
- 1960 werden Bilder von Lin Fengmian in die Internationale Gemäldeausstellung der Tschechoslowakei aufgenommen
- 1961 im Sommer findet in Shanghai die Ausstellung von Blumen und Vögeln in  Shanghai statt. Sie wird auch in Peking gezeigt. Mit vier Arbeiten von Lin Fengmian.
- 1963. Die Kooperative der Künstler Shanghais veranstaltet eine Ausstellung von 70 Arbeiten Lin Fengmians. Sie wird anschließend in der Galerie der Kunstakademie in Peking gezeigt.
- 1963. In Hongkong wird eine Ausstellung der Werke Lin Fengmians durchgeführt.
- 1966. Beginn der Großen Kulturrevolution. Lin Fengmian wurde gezwungen, seine über 1000 Gemälde im chinesischen Stil ein zu weichen und durch die Toilette zu spülen. Die Ölgemälde wurden verbrannt. Dies war das zweite Mal, dass seine Arbeiten vernichtet wurden. Sein Haus wurde mehrfach von den Roten Garden geplündert.
- 1978, Herbst, Einzelausstellung in Hongkong
- 1979, Juli, im 80. Lebensjahr, Einzelausstellung in Shanghai mit 127 Gemälden und 12 Bildern auf Keramikplatten
- 1979, im August, auf Einladung der französischen Regierung Einzelausstellung im Museum Guimet, Paris, mit 80 Werken
- 1983, im Sommer, werden für die 33. Ausstellung Hongkonger Künstler Werke von Lin Fengmian ausgewählt. Wu Guanzhong (1919–2010) verfasste hierzu den Artikel Erinnerungen an den Gärtner im Garten der Hundert Blumen
- 1986 reist er auf Einladung der Industriegruppe Seibu Tetsudō zur Eröffnung seiner Einzelausstellung in Tokyo
- 1989 im Oktober eröffnet das Nationale Historische Museum[11] (chin. 国立历史博物馆) in Taibei eine Gedächtnisausstellung für den 90-jährigen Lin Fengmian
- 1989 Das Museum für Chinesische Kunst in Peking eröffnet im November eine Einzelausstellung für Lin Fengmian.
- 1990 wird er zum zweiten Mal von der japanischen Industriegruppe Seibu Tetsudō für eine Einzelausstellung nach Tokyo eingeladen

## Publikationen
- 1927, Mai, eröffnet Lin Fengmian die „Konferenz der Künstler“ in Peking und veröffentlicht „Die Kunst der Kunst und die Kunst der Gesellschaft“. Außerdem veröffentlicht er „Für eine nationale Kunst“.
- 1928, Oktober. Die Zeitschrift der „Chinesischen Hochschule der Künste“, „Apollo“ (chin. 亚波罗) veröffentlicht drei Artikel Lin Fengmians: „Die Kunst der Urmenschen“, „Worauf wir achten müssen“, „Wohin wir nicht gehen können“.
- 1929, März, „Eine neue Theorie der chinesischen Malerei“
- 1929, im Oktober wird die „Apollo Gesellschaft“ gegründet und die Zeitschrift „Apollo“ publiziert
- 1931, unter maßgeblicher Beteiligung von Lin Fengmian wird von der „Kunstbewegung“ die Zeitschrift „Athena“ gegründet[12].
- 1932, Lin Fengmian publiziert „Das Hangzhou der Kunst“ (chin. 美术的杭州)
- 1933, Lin Fengmian publiziert „Die Zukunft der Chinesischen Malerei, die wir uns wünschen“
- 1934, Lin Fengmian publiziert „Welches ist unser Weg?“
- 1935, „Zhongzheng Shuju“ (Zentraler Buchverlag) publiziert „Erörterungen zur Kunst“ (chin. 艺术丛论). Darin enthalten sind neun kunsttheoretische Artikel Lin Fengmians, entstanden 1926 bis 1934. 2013 zugänglich in einer Zweitauflage[13] von 1947.
- 1936 wird von „Shangwu Yinshu Guan“ (Commercial Publishers) aus Anlass des 70-jährigen Geburtstages von Cai Yuanpei „Die Kunst der Welt im Jahre 1935“ (chin. 一九三五年的世界艺术) veröffentlicht. Zahlreiche Kunstautoren, unter anderem Lin Fengmian mit dem Artikel „Wissen und Gefühl“.
- 1948 veröffentlicht er den Studienbericht „Picasso und die Malerei der Gegenwart“
- 1957 veröffentlicht er „Die zwei Probleme in der Welt der Kunst.“ und „Die Forschungsarbeit ernst nehmen.“
- 1958 wird vom „Volksverlag der schönen Künste“ in Shanghai unter Lin Fengmians Herausgeberschaft „Die Malerei des Expressionismus“ herausgegeben. Derentwegen wird er (politisch) kritisiert.
- 1958 wird im „Volksverlag der schönen Künste“ die „Sammlung von Gemälden Lin Fengmians“ herausgegeben. Sie enthält 12 Gemälde.
- 1961 Der Karikaturist Mi Gu veröffentlicht den Artikel „Ich liebe die Bilder von Lin Fengmian“. Er wurde in der fünften Ausgabe der Zeitschrift „Die Schönen Künste“ veröffentlicht und danach schwer kritisiert.
- 1962 veröffentlicht er „Ausdruck der Gefühle, Lebensechtheit und anderes“ und „Die reichhaltige und farbenprächtige Lackmalerei in Vietnam“.
- 1963. Lin Fengmian veröffentlicht „Erinnerung und Empfindung“
- 1978. „Sammlung der Werke Lin Fengmians“ (chin. 林风眠画集) wird in Hongkong veröffentlicht.
- 1979, im September, wird die von Xi Dejin (chin. 席德进) herausgegebene „Sammlung der Gemälde Lin Fengmians“ in Taiwan publiziert.
- 1981, zum Gedächtnis an den verstorbenen Xi Dejin, veröffentlicht er „Über die Malerei des Fengtu“ (chin. 冯吐)
- 1989, im September veröffentlicht der Verlag Rongbaozhai in Hongkong „Lin Fengmian. Menschen, Landschaften und Stilleben“. Wu Guanzhong schreibt das Vorwort. Lin Fengmian schreibt „Ich bin noch immer auf der Suche.“
- 1989. Im Dezember publiziert der taiwanesische Verlag „Haohua“ die von Lin Fengmian in Hongkong erstellte Bilderserie „Albtraum“
- 1990 veröffentlicht der „Kunstverlag Zhejiang“ „Erörterungen zu Lin Fengmian“, verfasst von Zhèng Cháo und Jīn Shàngyì

## Werke
Arbeiten von Lin Fengmian befinden sich im Guangzhou Museum of Art.

## Nachweise
1. 1 2  Biografie Lin Fengmian in baike.com (chinesisch). www.baike.com/wiki, abgerufen am 15. März 2013.
2. ↑  Darstellung des Kreises Mei in der Provinz Guangdong von Seiten der Sehenswürdigkeiten. meet99.com, abgerufen am 18. März 2013.
3. ↑  Abschnitt 赴法留学, Jahreseintrag 1923. baike.baidu.com, abgerufen am 24. März 2013.
4. ↑  Biografie Lin Fengmian Listung: 人物年表 Jahreseinträge 1923 und 1924. baike.baidu.com, abgerufen am 24. März 2013.
5. ↑  Heirat mit von Roda, Eintrag 赴法留学, Jahreseintrag 1924. baike.baidu.com, abgerufen am 24. März 2013.
6. ↑  Internetseite der Hakka in Meizhou. hakkanews, archiviert vom Original am 10. Mai 2012; abgerufen am 22. März 2013.
7. ↑  Zentrale Internetplattform bildender Kunst in der VRChina. artist.artxun.com, archiviert vom Original am 7. Februar 2013; abgerufen am 22. März 2013.
8. ↑  Enzyklopädie baike baidu. baike.baidu.com, abgerufen am 22. März 2013.
9. ↑  Kurzfilm Tochter Cai Yuanpei. www.letv.com, abgerufen am 22. März 2013.
10. ↑  web-Artikel über den Vorfall „Schwarze Malerei“. www.chinawriter.com, abgerufen am 9. März 2013.
11. ↑  National Museum of History, Taibei. Nur zur Identifizierung des Museums. guide.easytravel, abgerufen am 10. März 2013.
12. ↑  Internetartikel zur Zeitschrift Athena. Wan Fang Data, abgerufen am 1. April 2013.
13. ↑  Zweitauflage 1947 Yishu Conglun. bookinlife.net, abgerufen am 1. April 2013.

| Personendaten    | Personendaten                                                                                     |
| ---------------- | ------------------------------------------------------------------------------------------------- |
| NAME             | Lin, Fengmian                                                                                     |
| ALTERNATIVNAMEN  | Lín Fēngmián; 林风眠 (chinesisch); Fèngmíng (wirklicher Name); 凤鸣 (wirklicher Name, chinesisch) |
| KURZBESCHREIBUNG | chinesischer Maler                                                                                |
| GEBURTSDATUM     | 22. November 1900                                                                                 |
| GEBURTSORT       | Meixian, Provinz Guangdong                                                                        |
| STERBEDATUM      | 12. August 1991                                                                                   |
| STERBEORT        | Hongkong                                                                                          |